# دهستان زرین (جوین)
زرین دهستانی از توابع بخش عطاملک شهرستان جوین در استان خراسان رضوی ایران به مرکزیت روستای بداغ‌آباد است. پرجمعیت ترین روستای دهستان زرین، کلاته عرب است. علاوه بر کلاته عرب و بداغ آباد، روستاهای ابراهیم آباد، احمدآباد، حسین آباد، کریم آباد و رحمت آباد در این دهستان جای دارد. این دهستان در سال ۱۳۸۶ تأسیس شده‌است. این دهستان قطب تولید پسته شهرستان جوین و غرب خراسان رضوی است. ایستگاه راه آهن اسفراین در مسیر تهران مشهد در این دهستان قرار دارد.

## جمعیت
بر اساس سرشماری سال ۱۳۹۰ جمعیت این دهستان ۴٬۱۸۶ نفر (در ۱۲۴۸ خانوار) بوده‌است.